# Miguel Moreno (humorista)
Miguel Moreno Armas (Chiclayo, 17 de enero de 1979) es un comediante, imitador y locutor peruano, conocido por haber destacado en programas humorísticos en la radio de su país. Es sobrino del también comediante Fernando Armas.

## Biografía
Proveniente de una familia de clase media, vivió sus primeros años en su ciudad natal. Mostró su interés en la comedia desde temprana edad, talento heredado de su familia, en especial de su tío, el también comediante Fernando Armas, en el cual comenzó a imitar a sus conocidos y familiares por afición.
Comenzó su carrera artística a los diecinueve años participando en la conducción del programa radial Los magníficos de la noticia en 1998, compartiendo el rol al lado de Edwin Sierra, Manolo Rojas, Rubén Perales y José Peralta. Pero fue a partir de los años 2000, cuando inició a destacar por su imitación del fallecido cantante Tongo en diferentes programas de televisión de su país, así como de otras celebridades, como los periodistas deportivos Erick Osores, Gonzalo Núñez y el narrador Toño Vargas.
Moreno presentó su unipersonal El inimitable en 2016 en el recinto Palco Restobar, en el distrito de Los Olivos. Ya para esa época, fue invitado a diferentes programas de televisión como América noticias, El reventonazo de la chola y El show del fútbol, donde se destacó por las imitaciones al periodista Federico Salazar y los futbolistas Paolo Guerrero, Jefferson Farfán y Luis Advíncula. Incluso Willax Televisión le ofreció su propio programa, Moreno con cancha, con Lucecita Ceballos. A consecuencia de sus imitaciones, fue denunciado por racismo durante su invitación al programa deportivo Fox Sport Radio Perú en 2018.
En el año 2017 volvió a la locución radial como conductor del espacio cómico Los exitosos del humor por Radio Exitosa junto a su tío Fernando y los otros humoristas Arturo Álvarez y Susan Cristán «la Puca», manteniéndose hasta 2023. A lo paralelo, se acreditó en la conducción del programa El súper show por La Karibeña en 2022; inicialmente al lado de Michael «Pato» Ovalle y, más tarde, con la locutora Roxana Molina.
Participó en su nuevo espectáculo cómico VAR: Vamos a reír en la Estación de Barranco, en el que volvió a imitar a Osores.
En 2023, firmó un contrato con el canal Quality Channel para participar en un proyecto televisivo.[cita requerida]
Al año siguiente, ingresó en Panamericana Televisión para copresentar el programa de medianoche Show pódcast con Arturo Álvarez.

## Créditos

### Radio
| Año        | Título                       | Rol                  | Emisión            |
| ---------- | ---------------------------- | -------------------- | ------------------ |
| 1998-2001  | Los magníficos de la noticia | Locutor y comediante | Radio Moderna Papá |
| 2016       |                              | Locutor y comediante | Radio Panamericana |
| 2017-2024  | Los exitosos del humor       | Locutor y comediante | Radio Exitosa      |
| 2021-2024  | El súper show de La Karibeña | Locutor y comediante | Radio La Karibeña  |
| desde 2025 | Los capos del humor          | Locutor y comediante | PBO Radio          |

### Unipersonales
- El inimitable (2016), comediante e imitador.
- VAR: Vamos a reír (2023), comediante e imitador.